# Palazzetto dei Nobili
Il Palazzetto dei Nobili, per esteso Palazzo della Congregazione dei Nobili e anche noto come Oratorio della Congregazione dei Nobili, è un palazzo storico ed edificio religioso sconsacrato dell'Aquila, situato in piazza Santa Margherita nel quarto di San Pietro.
Deve la sua realizzazione alla Congregazione dei Nobili che lo edificò nel 1601 sul luogo di una preesistente architettura rinascimentale, il Palazzo della Camera eretto da Antonuccio Camponeschi nel XV secolo. Fu poi sottoposto a radicali rifacimenti sia nel XVII secolo, ad opera dell'ordine dei Gesuiti, sia nel XVIII secolo, in seguito al sisma del 1703.
Il palazzo costituisce un esempio pressoché unico di equilibrio tra architettura civile e religiosa, e, nel corso della sua storia, insieme all'adiacente Palazzo Margherita, ha rivestito una notevole importanza nella vita politica aquilana.

## Storia
La storia del palazzo è legata all'ordine gesuitico che si insediò in città nel 1596 acquisendo il Palazzo della Camera. Il 2 febbraio 1599, il padre gesuita Sertorio Caputo vi fondò la Congregazione di Maria Santissima Assunta — in seguito detta Congregazione dei Nobili, poiché nel tempo l'accesso venne consentito solamente ai membri del patriziato — che, inizialmente, si riuniva presso i locali dell'Aquilanum Collegium.

### Seicento
Nel 1601 padre Caputo decise di trasferire la congrega nell'ala opposta del complesso, anticamente denominata Casa di Penitenza e poi nota come la Casa della Congregazione; questa era situata in corrispondenza dell'attuale Palazzetto ma la struttura cui si fa riferimento in questa fase era quella del rinascimentale Palazzo della Camera di cui la Casa costituiva l'estremità orientale. Il Caputo affittò i locali per dieci anni e provvedette lui stesso ai primi lavori di ristrutturazione, per poi affidare i lavori della facciata esterna a Giulio de Spezzina da Gabiello affinché «faccia a sue spese volta, muro ed arco, muri le due finestre che danno sulla piazza di S. Margherita e ne costruisca due altre».
Di questo primo allestimento per la sede della congrega rimangono oggi deboli tracce, a causa dei successivi rifacimenti e dei danni causati dal terremoto dell'Aquila del 1703 che costrinsero i gesuiti ad una radicale ricostruzione dell'edificio; probabilmente, si trattò di un mero adattamento ed abbellimento delle strutture preesistenti. È inoltre altamente probabile che la Casa della Congregazione, sebbene resa autonoma dai lavori dello Spezzina, fosse direttamente collegata tramite percorso sotterraneo sia al collegio che alla chiesa di Santa Margherita di Forcella.
Solo pochi anni più tardi, nel 1610, la congrega si trasferì in un'altra casa interna al complesso gesuitico dove rimase fino al 1690; quindi, per motivi economici, si spostò nuovamente presso la casa di Giuseppe Cascina situata poco distante, all'incirca tra le attuali via Camponeschi e via Burri.
In quest'arco temporale, l'ex Casa della Congregazione tornò in possesso dei gesuiti che la ristrutturarono collocandovi un oratorio; i lavori, di cui si ha scarna documentazione, sono da mettere in relazione con quelli dell'intero Palazzo Camponeschi, incominciati nel 1625, e della chiesa del Gesù, la cui costruzione cominciò nel 1636. Nel 1679 era comunque definito il nuovo asse di via Camponeschi, perciò è da ritenersi probabile che a quella data l'oratorio, nella sua veste secentesca e completamente isolato, fosse stato ormai completato.

### Settecento
Il disastroso sisma del 1703 danneggiò l'intero complesso gesuitico, causando danni all'Oratorio, ma risparmiandone la facciata. Anche la Casa Cascina rimase distrutta cosicché la congrega fu ospitata temporaneamente nei locali di disimpegno tra la chiesa di Santa Margherita e Palazzo Camponeschi, corrispondenti all'antica via Forcella.
Nel 1705 la congrega richiese ufficialmente l'assegnazione di una nuova sede e fu deciso di concedergli il «sito che fu già della medesima Congregazione fin da che la fondò la V. memoria del P. Sertorio Caputo, volendo quello accomodare ad uso di Congregazione e Casa». A partire dal 1708 si procedette quindi alla radicale ricostruzione del Palazzetto soprattutto per quanto riguarda gli ambienti interni, mentre esternamente si decise semplicemente di chiudere il porticato di facciata e ritoccare i cantonali. I lavori si conclusero verosimilmente nel 1715 per un costo di circa 700 ducati, di cui 200 furono donati direttamente dai cittadini aquilani. Durante la prima metà del XVIII secolo, il Palazzetto assunse una certa importanza nella vita politica aquilana, tanto che qui avveniva l'elezione del camerlengo cittadino.
Nel 1767 la Compagnia del Gesù venne espulsa dal Regno di Napoli e, di conseguenza, la Congregazione dei Nobili fu sciolta. Nel 1771 il Palazzetto fu quindi messo in vendita ma non si trovarono compratori per il prezzo fissato da re Ferdinando IV, cosicché l'edificio rimase in possesso della corona che provvedeva alla sua manutenzione ordinaria. In questa fase venne anche proposto di riconvertire l'oratorio a teatro. Finalmente, nel 1777, tramite regio beneplacito, fu concesso ai Nobili di ricostituire la congrega che prese il definitivo nome di “Congregazione de' Nobili della Fedelissima Città dell'Aquila” — stabilendo ufficialmente il solo «requisito di Nobile» per farvi parte — e si riappropriò della sede storica di piazza Santa Margherita.

### Dall'Ottocento ai giorni nostri
In seguito alla riammissione del 1814, fu affidata nuovamente ai Gesuiti, i quali chiesero ed ottennero anche di tornare a dirigere la congrega. Con l'unità d'Italia, la congrega venne definitivamente sciolta — sebbene continuò ad esistere, in forma non ufficiale, almeno fino al 1920 — ed il Palazzetto divenne di proprietà comunale.
La struttura riportò danni in seguito al terremoto del 2009 rimanendo inagibile per oltre tre anni, fino alla riapertura al pubblico il 7 dicembre 2012; il suo restauro è stato interamente finanziato dalla Camera dei deputati che ha stanziato oltre un milione di euro per la causa.. Ha ospitato la sede del comitato per la candidatura della città a capitale europea della cultura ed è attualmente utilizzato come spazio espositivo e congressuale a disposizione della cittadinanza.

## Descrizione
(Mario Moretti e Marilena Dander, Architettura civile aquilana dal XIV al XIX secolo)
Il Palazzetto dei Nobili è situato nella barocca piazza Santa Margherita, nel quarto di San Pietro, di cui costituisce la quinta meridionale. È affiancato dal Palazzo Camponeschi — con cui, in origine, costituiva un unico aggregato edilizio noto come Palazzo della Camera, venendone diviso solamente alla metà del XVII secolo — e circondato, sugli altri lati della piazza, dal Palazzo Margherita, sede municipale, Palazzo Pica Alfieri e la chiesa di Santa Margherita.

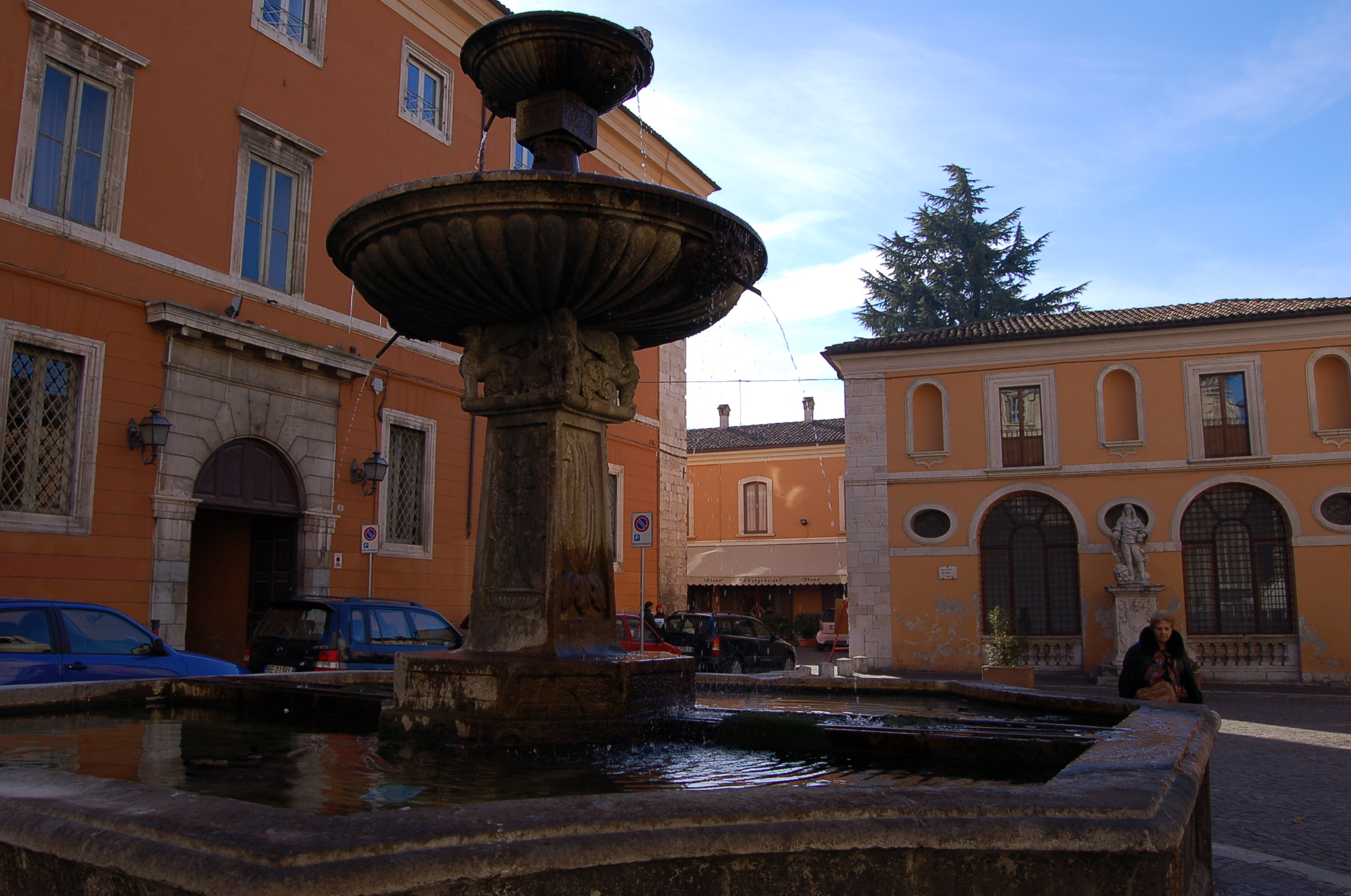
La piazza Santa Margherita; sullo sfondo il Palazzo Margherita a sinistra e il Palazzetto dei Nobili a destra.

A livello topografico, costituisce il centro esatto della città dentro la cinta muraria; di questa particolarità si trova riscontro nel bassorilievo posto sul lato orientale dell'edificio, quello rivolto verso via delle Aquile e piazza del Palazzo, e realizzato dai gesuiti nel XVIII secolo.

### Esterno
La facciata, posta in asse con l'androne di Palazzo Pica Alfieri con cui instaura un rapporto diretto, costituisce un pregevole nonché raro esempio di architettura secentesca aquilana.
Si presenta di forma quadrangolare, racchiusa verticalmente da pesanti lesene in pietra e suddivisa orizzontalmente in due campi da una cornice marcapiano, anch'essa in pietra. Due aperture archeggiate, alternate da tre finestre ogivali, dividono lo spazio della facciata e immettono nel palazzo; al piano superiore, in asse con i portali sottostanti, sono presenti invece due finestre rettangolari alternate da tre nicchie arcuate. Il tutto è coronato da un cornicione di gronda. 
Frontale alla facciata, su un piedistallo, è la statua di Carlo II d'Asburgo da ragazzo, opera di Marcantonio Canini del 1675.
I due portali in facciata, insieme al portale ad arco in via Camponeschi e ad un altro accesso, oggi tamponato, su via delle Aquile, erano un tempo aperti e immettevano in uno spazio coperto antistante l'oratorio; questa particolare composizione, costituita da un porticato di facciata, fu concepita probabilmente alla metà del XVII secolo nell'ambito del rifacimento gesuitico ma poi eliminata nella ricostruzione settecentesca. Secondo l'Antinori si trattò di una rivisitazione manierista della precedente logia magna versus plateam che caratterizzava il quattrocentesco Palazzo della Camera.

### Interno
L'interno del Palazzetto presenta un'inusuale complessità dovuta ai numerosi rifacimenti. I due accessi ancora oggi presenti — il principale su via Camponeschi ed il secondario su via delle Aquile — conducono in uno spazio di filtro suddiviso in cinque campate. 
Sul lato occidentale del disimpegno si collocano gli ingressi alle sale del Palazzetto. L'accesso collocato verso il lato di via Camponeschi conduce ad un secondo disimpegno e, quindi, alla sala della Congregazione dei Nobili. Da questa, è possibile accedere anche alla cantoria e agli ambienti sotterranei che, anticamente, erano collegati direttamente con il Collegio dei Gesuiti.

#### Sala dell'Oratorio

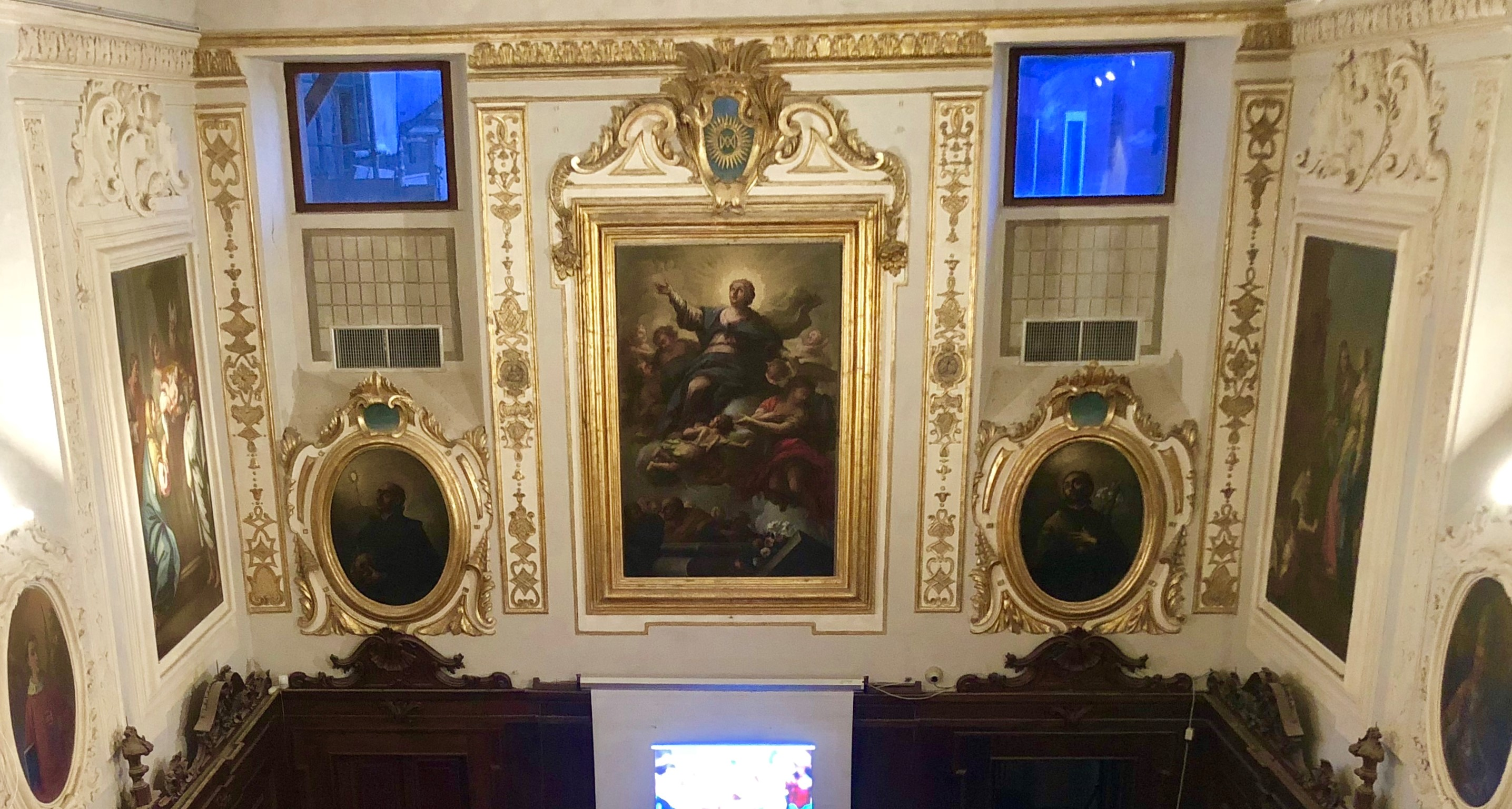
La parete di fondo della Sala dell'Oratorio con, al centro, lAssunzione della Vergine di Girolamo Cenatiempo.

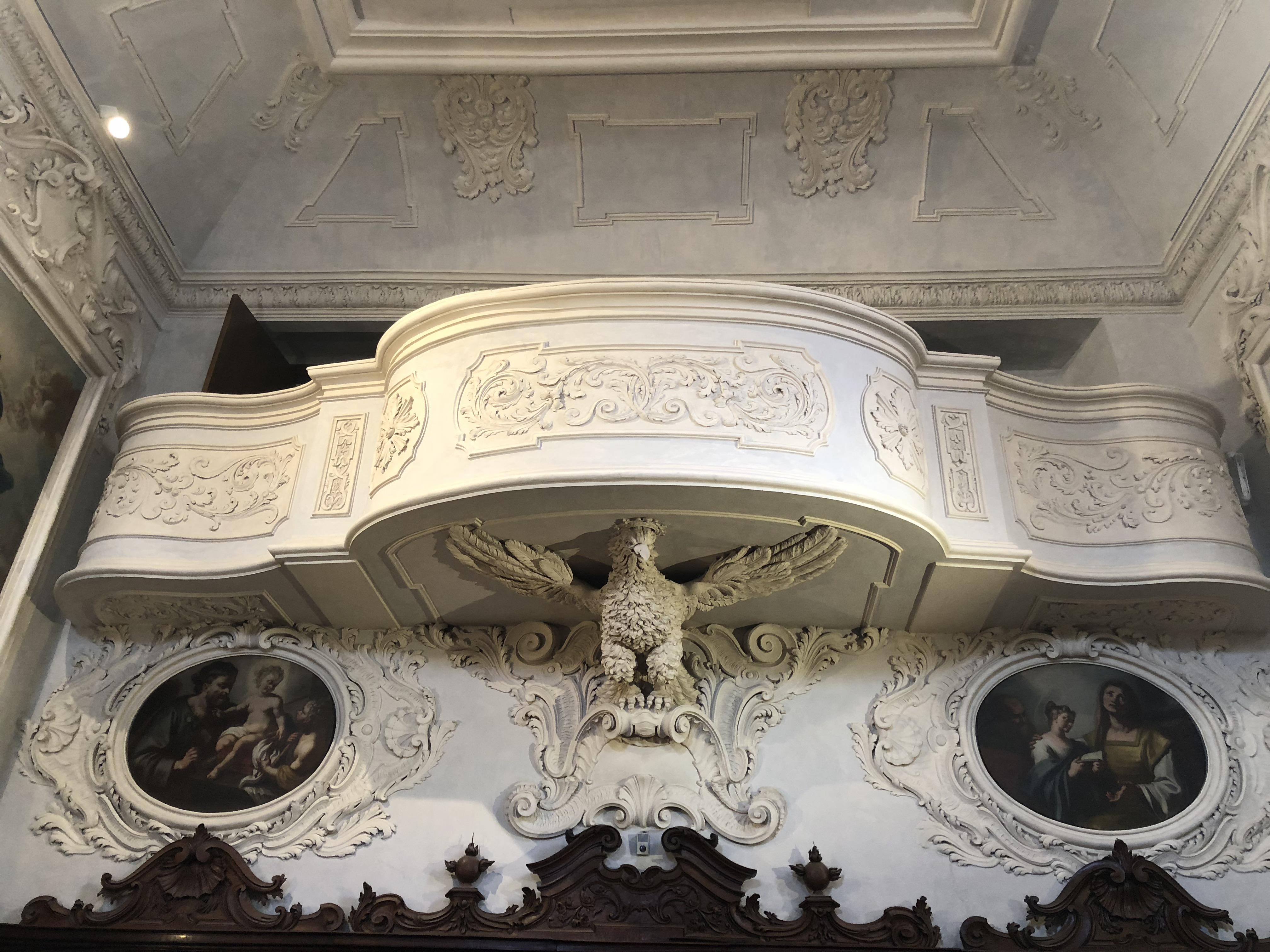
Particolare della parete di controfacciata con la cantoria, opera della bottega di Carlo Piazzola. Negli ovali sottostanti, due dipinti del ciclo delle Storie della Vergine di Luigi Velpi.

La Sala dell'Oratorio costituisce la principale delle sale del palazzo. È così chiamata perché in origine ospitava la cappella della Congregazione dei Nobili, intitolata a Maria Assunta.
Si presenta oggi nella sua configurazione dovuta alla ricostruzione del 1708-1715 ed è caratterizzata da un'unica sala di forma rettangolare, disposta lungo l'asse nord-sud, con volta a carena su cornicione. Dispone di quattro accessi posti, a coppia, sui lati minori: due di ingresso alla sala dal loggiato e due di collegamento con lo spazio retrostante, in origine adibito a sacrestia. Le porte lignee sono inglobato nel complesso degli scranni in legno di noce, donati dal barone Tullio Falconio nel 1715 per poter essere ammesso alla congrega. Vi sono inoltre quattro finestre, di cui due rivolte verso il prospetto orientale di via delle Aquile e due, di dimensioni più contenute, collocate sulla parete meridionale.
Il ciclo di dipinti che adornano la Sala dell'Oratorio è tra i più importanti della città e, al giorno d'oggi, consta di sedici opere. La parete sud o di fondo, anticamente ospitante l'altare della cappella, è caratterizzata dalla grande tela dell'Assunzione della Vergine del 1715 con, ai lati, gli ovali raffiguranti i padri gesuiti Francesco Borgia (a sinistra) e Francesco Saverio (a destra); i dipinti sono attribuiti a Girolamo Cenatiempo, già autore della volta affrescata del mausoleo del Santo nella basilica di San Bernardino.
Le pareti est e ovest ospitano ulteriori quattro ovali raffiguranti i patroni aquilani; la prima, alla sinistra dell'altare, comprende i dipinti di san Pietro Celestino e san Bernardino da Siena mentre la seconda, alla destra dell'altare, comprende i dipinti di san Massimo d'Aveia e sant'Equizio abate. Ciascuno dei quattro patroni è raffigurato con un libro in mano, omaggio simbolico all'ars oratoria portata avanti dalla Congregazione dei Nobili nella sua storia. Nel libro tenuto in mano da Celestino è presente la firma dell'autore, il campano Antonio Sorrentini; in precedenza, le opere erano state attribuite a Giulio Cesare Bedeschini, già autore delle più famose effigi dei quattro patroni.
Gli ulteriori dipinti presenti nella sala raffigurano le Storie della Vergine, opera di Luigi Velpi del 1760. Il ciclo pittorico è costituito da sei tele — di forma rettangolare e dimensioni leggermente minori rispetto all'opera del Cenatiempo — poste sulle pareti laterali, due ovali collocati sulla parete di controfacciata e, infine, il grande affresco che impreziosisce la volta della cappella, per un totale di nove opere disposte secondo un ordine inconsueto. Le Storie hanno inizio con la Natività di Maria sulla parete est e proseguono sullo stesso prospetto con l'Annunciazione e la Presentazione di Gesù al tempio; sulla parete ovest sono invece l'Immacolata Concezione, la Presentazione di Maria al tempio e la Visitazione. A queste opere, corrispondono i due ovali posti sugli ingressi della parete di controfacciata con l'Educazione di Maria e il Gesù bambino con san Giuseppe e san Giovannino. Il ciclo si conclude con l'Incoronazione della Vergine posta sulla volta, su tela doppiamente centinata.
Nel XVIII secolo, la collezione della Congregazione dei Nobili era arricchita da ulteriori dipinti, oggi scomparsi o collocati altrove. Tra questi, è meritevole di menzione la cinquecentesca Madonna col bambino che in origine adornava la chiesa di Santa Maria del Carmine per poi essere trasferita nell'oratorio della Congregazione dei Nobili. Secondo alcuni studi, l'opera sarebbe identificabile con la Sacra famiglia, oggi ricompresa nella collezione del Museo nazionale d'Abruzzo ed attribuita al belga Jan Cornelisz Vermeyen, mentre secondo altre fonti sarebbe da riferire a Donato da Maturino, allievo del Raffaello. Altri dipinti provenienti dall'oratorio potrebbero essere oggi collocati nella chiesa di Santa Maria della Misericordia, che ospitò l'omonima confraternita.
La cappella è inoltre impreziosita da un'elegante decorazione a stucco, in stile barocco, con motivi floreali e vegetali. Sulla parete di controfacciata è collocata una fantasiosa e pregevole composizione plastica costituita da un'aquila ad ali spiegate che sorregge la sovrastante cantoria, probabilmente opera della bottega di Carlo Piazzola.